# Rodnovérie
 (février 2022).
La mise en forme du texte ne suit pas les recommandations de Wikipédia : il faut le « wikifier ».
Les points d'amélioration suivants sont les cas les plus fréquents. Le détail des points à revoir est peut-être précisé sur la page de discussion.
- Les titres sont pré-formatés par le logiciel. Ils ne sont ni en capitales, ni en gras.
- Le texte ne doit pas être écrit en capitales (les noms de famille non plus), ni en gras, ni en italique, ni en « petit »…
- Le gras n'est utilisé que pour surligner le titre de l'article dans l'introduction, une seule fois.
- L'italique est rarement utilisé : mots en langue étrangère, titres d'œuvres, noms de bateaux, etc.
- Les citations ne sont pas en italique mais en corps de texte normal. Elles sont entourées par des guillemets français : « et ».
- Les listes à puces sont à éviter, des paragraphes rédigés étant largement préférés. Les tableaux sont à réserver à la présentation de données structurées (résultats, etc.).
- Les appels de note de bas de page (petits chiffres en exposant, introduits par l'outil «  Source ») sont à placer entre la fin de phrase et le point final[comme ça].
- Les liens internes (vers d'autres articles de Wikipédia) sont à choisir avec parcimonie. Créez des liens vers des articles approfondissant le sujet. Les termes génériques sans rapport avec le sujet sont à éviter, ainsi que les répétitions de liens vers un même terme.
- Les liens externes sont à placer uniquement dans une section « Liens externes », à la fin de l'article. Ces liens sont à choisir avec parcimonie suivant les règles définies. Si un lien sert de source à l'article, son insertion dans le texte est à faire par les notes de bas de page.
- La présentation des références doit suivre les conventions bibliographiques. Il est recommandé d'utiliser les modèles {{Ouvrage}}, {{Chapitre}}, {{Article}}, {{Lien web}} et/ou {{Bibliographie}}. Le mode d'édition visuel peut mettre en forme automatiquement les références.
- Insérer une infobox (cadre d'informations à droite) n'est pas obligatoire pour parachever la mise en page.

Pour une aide détaillée, merci de consulter Aide:Wikification.
Si vous pensez que ces points ont été résolus, vous pouvez retirer ce bandeau et améliorer la mise en forme d'un autre article.

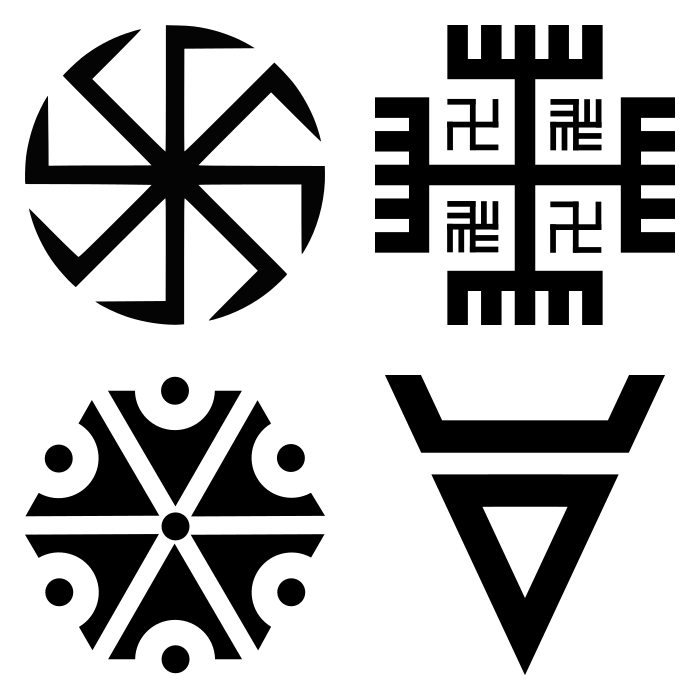
Symboles rodnovériens : Kolovrat, Mains de Svarog, Thundermark et symbole de Veles.

La rodnovérie (du mot russe pодноверие — rodnoverie —, родновер — rodnover —, composé de rodno « originel » et vera « foi »), appelée aussi rodisme (pодянство) ou néopaganisme slave, est un mouvement reconstructionniste néopaïen slave. Ses adeptes se dénomment eux-mêmes rodnovériens, rodistes ou rodnoviers.

## Origine
Les premières communautés rodnovériennes russes apparaissent au début des années 1980, mais elles n'ont alors pas de statut officiel, ce qui fait qu'il est difficile d'estimer leur importance. Les premiers membres de ces petites communautés païennes naissantes en URSS, se regroupent en Russie, en Ukraine et en Biélorussie et sont généralement des membres de l'intelligentsia - intellectuels, scientifiques et artistes - qui n'acceptaient pas la fin des années de silence et de persécution imposées à l'Église orthodoxe russe par le régime et qui s'opposaient au retour aux traditions orthodoxes. On peut y voir un retour à l'ancienne foi pré-chrétienne d'adoration des forces de la nature mais également une volonté patriotique et nationaliste de se rattacher à un sol, à un peuple et de retrouver ces valeurs.
En Pologne, le premier mouvement à redonner vie aux anciennes traditions religieuses fut le mouvement Zadruga (en) avec le philosophe Jan Stachniuk (en) (1905-1963), le 1er novembre 1938. Le premier rituel païen autochtone depuis le XIe siècle fut celui de Szczodre Gody (solstice d'hiver).

## Controverses politiques
Certains adeptes rodistes sont proches voire membres de l'extrême droite en Russie.
Il existe un consensus académique selon lequel la langue proto-slave s'est développée à partir de la seconde moitié du premier millénaire avant notre ère dans une région d'Europe centrale et orientale bordée par le bassin du Dniepr à l'est, le bassin de la Vistule à l'ouest, le sud et les forêts au-delà du bassin de Pripet au nord. Au cours de plusieurs siècles, les populations slaves ont migré dans les directions nord, est et sud-ouest. Ce faisant, ils se sont divisés en trois familles sous-linguistiques : les Slaves orientaux (Ukrainiens, Biélorusses, Russes), les Slaves occidentaux (Polonais, Tchèques, Slovaques) et les Slaves du Sud (Slovènes, Serbes, Croates, Macédoniens et Bulgares). Les systèmes de croyance de ces communautés slaves avaient de nombreuses affinités avec celles des populations linguistiques voisines, telles que les Baltes, les Thraces et les Indo-Iraniens. Vyacheslav Ivanov et Vladimir Toporov ont étudié l'origine des anciens thèmes slaves dans le substrat commun représenté par la religion proto-indo-européenne et ce que Georges Dumézil a étudié comme « l'hypothèse trifonctionnelle ». Marija Gimbutas, au contraire, a trouvé que la religion slave était le résultat évident du chevauchement du patriarcat indo-européen et des croyances matrifocales pré-indo-européennes. Boris Rybakov a souligné la continuité et la complexification de la religion slave à travers les siècles.
Le spécialiste de la religion Scott Simpson affirme que la foi autochtone slave est « fondamentalement concernée par les questions d'identité communautaire et ethnique », tandis que le folkloriste Nemanja Radulovic décrit les pratiquants comme « mettant fortement l'accent sur leur identité nationale ou régionale ». La rodnovérie montre généralement une plus grande préoccupation pour les droits collectifs que les droits individuels. La plupart des groupes rodistes n'autoriseront que les Slaves en tant que membres, bien qu'il y ait quelques exceptions.

### Nationalisme ethnique
(février 2018).
Le contenu est difficilement compréhensible vu les erreurs de traduction, qui sont peut-être dues à l'utilisation d'un logiciel de traduction automatique.
La vision du monde de la Foi autochtone slave est souvent basée sur le nationalisme ethnique.
Aitamurto a suggéré que les conceptions du nationalisme de rodnovers russes englobent trois thèmes principaux: que « le peuple russe ou slave est un groupe distinct », qu'ils « ont - ou leur patrimoine a - des qualités supérieures », et que « ce patrimoine unique ou le l'existence de ce groupe ethnique est maintenant menacée et, par conséquent, il est d'une importance vitale de se battre pour elle ».
Beaucoup de rodnovers adoptent des points de vue sociopolitiques semblables à ceux de la « Nouvelle Droite » française.  Certains affirment que beaucoup de problèmes dans le monde sont dus au mélange des ethnies. Ces groupes culturels insistent sur l'idée de pureté ethnique . Certains rodnovers font la promotion de la ségrégation raciale,  et ont demandé l'interdiction des mariages mixtes. Les minorités ethniques vivant dans les pays slaves comme une cause de injustice sociale, et encourager le retrait de ceux considérés comme des "étrangers" de la Russie, à savoir les communautés juives ou ceux qui ont des origines ethniques dans le Caucase :  une approche qui pourrait exiger un nettoyage ethnique. D'autres rodnovers sont ouvertement antisémites,, par exemple exhortant ses compagnons Rodistes et les novices de ne pas fréquenter les juifs, et approuvent les théories du complot antisémites prétendant que les juifs contrôlent l'élite économique et politique.
Beaucoup de rodnovers s'opposent à ce qu'ils considèrent comme des phénomènes « culturellement destructeurs » tels que le cosmopolitisme, le libéralisme et la mondialisation, ainsi que l'Américanisation et le consumérisme. Les modèles politiques proposés par les rodnovers sont fondés sur leur interprétation de l'ancien modèle de la communauté slave du veche (assemblée), semblable à l'ancien germanique.  Les idées libérales occidentales de liberté et de démocratie sont traditionnellement perçues par les rodnovers comme une liberté « extérieure », contrastant avec la liberté « intérieure » slave de l'esprit ; selon les rodnovers, la démocratie libérale occidentale est « destinée à exécuter les désirs primitifs des masses ou à travailler comme un outil entre les mains d'une élite impitoyable», étant donc une « règle des démons » mesquine. Certains rodnovers interprètent la « veche » en termes ethniques, donc comme une forme de « démocratie ethnique », à la suite de concepts similaires trouvés dans la «Nouvelle Droite» française.
Certains rodnovers ont des opinions nationalistes d'extrême droite, y compris néo-nazies et ouvertement inspirés par l'Allemagne nazie. Beaucoup d'autres rodnovers nient ou minimisent les éléments racistes et nazis au sein de leur communauté, et prétendent que les extrémistes de droite ne sont pas de vrais croyants dans la foi autochtone slave parce que leurs intérêts dans le mouvement sont avant tout politiques plutôt que religieux. Shnirelman a noté qu'il y avait une frontière libre entre les ailes explicitement politisées et moins politisées du mouvement russe, ajoutant que les opinions ethniques nationalistes et racistes étaient présentes même dans les rodnovers qui ne l'ont pas fait et identifier comme explicitement politique. Les idées et les symboles de rodnover ont également été adoptés par de nombreux nationalistes russes - y compris dans le mouvement skinhead russe.

## Par pays

### Russie
Yarga est le principal exemple de renaissance de l'ancienne foi slave. Cette organisation a acheté des terres et bâti ses propres temples et maisons pour y vivre toute l'année en parfaite autonomie sans aucun apport du monde moderne.
La chanteuse du groupe de pagan metal Arkona, Masha Scream se revendique rodiste.

### Ukraine
En Ukraine, la Ridnovira est une religion étroitement liée à l'identité ethnique, qui a un penchant post-colonial et anti-russe. Revivifiée par Volodymyr Shaïan, le groupe Pravoslavia de Halyna Lozko.

### Pologne

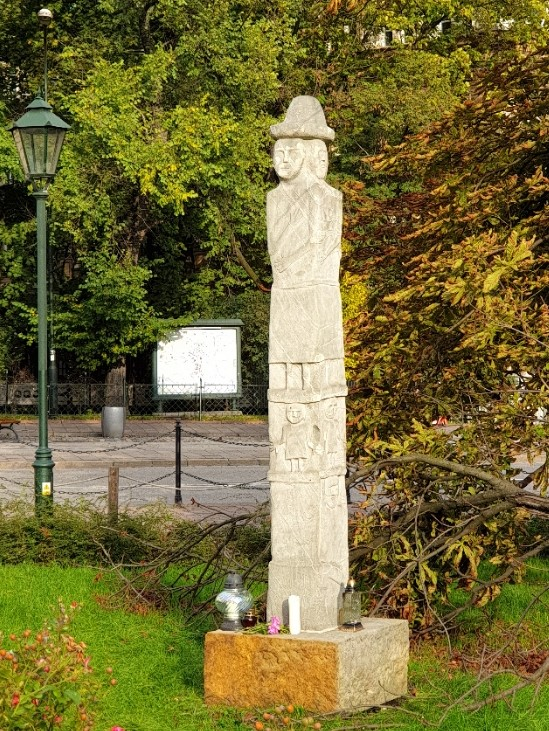
La reproduction de l'Idole du Zbroutch à Cracovie avec des cadeaux de rodnovériens

On peut mentionner la Fondation Watra (pl) à Wrocław, qui, sous l'égide de Rafał Merski, s'est donné pour but de « restaurer la foi ancestrale » et « d'organiser les différents rituels païens slaves ».
D'autres organisations existent également telles que Slowiańska Wiara, Rodzima Wiara (en) ou Rodzimy Kościół Polski (en) (Église autochtone - ou indigène - polonaise).
Depuis 2015, plusieurs de ces groupes ont créé une confédération rodnovérienne (en) (Konfederacja Rodzimowiercza).

### France
Wiesław Jagodzik, Rodnover, Polonais d'origine vivant en France, il est membre de la Fondation Watra (Wroclaw, PL). C'est un fervent défenseur de la religion autochtone slave et se bat depuis plusieurs années pour « la réintroduction de la véritable foi indigène polonaise ». Auteur de plusieurs livres (Bogowie Slowian "Les Slaves et le Paganisme" (2011), La voie de Rod et le livre de Weles (2021), le monde Slave) et Zerca (prêtre de foi Slave), il travaille avec des Rodnovers mais également avec des personnes de l'Ásatrú / odinisme.